# Jack Taylor
Jack Taylor, de nombre real George Brown Randall (Oregon City, Estados Unidos; 21 de octubre de 1926) es un actor estadounidense establecido en Europa. 

## Carrera
Se estableció en México a finales de los 50, principios de los 60, y posteriormente lo hizo en España, donde ha actuado en muchas películas, mayoritariamente de terror, y muchas películas de serie B.
Ha trabajado con conocidos directores españoles de películas de terror como Jesús Franco, Amando de Ossorio, Javier Aguirre, Juan Piquer Simón, León Klimovsky, Carlos Aured y José Ramón Larraz. Ha compartido cartel con muchos famosas estrellas de terror europeas como Paul Naschy, Christopher Lee, Wolf Ruvinskis, Germán Robles, Howard Vernon, Ray Milland, Soledad Miranda, Janine Reynaud, Lina Romay, Paul Muller, Klaus Kinski, Adrian Hoven, Helga Liné, Herbert Lom y Maria Rohm. Sorprendió a sus seguidores en 1974 apareciendo completamente desnudo en El ataque de las vampiras (1974), una película de terror de Jesús Franco que contiene escenas eróticas. 
En 1977 participó en el episodio 10 de la primera temporada de la serie española Curro Jimenez.   
Entre sus papeles más destacados están: el héroe de dudosa moral, el voyeur Luis, de La orgía nocturna de los vampiros; el profesor de arqueología Jonathan Grant de La noche de los brujos; un sacerdote al que Arnold Schwarzenegger le quita la túnica en la película fantástica Conan el Bárbaro; el profesor de instituto Arthur Brown en Mil gritos tiene la noche, el capitán de un ballenero en la película de Monte Hellman Iguana y el coleccionista de libros antiguos Victor Fargas en la película de Roman Polanski La novena puerta. 
Participó en la serie de televisión Goya (1986), y más de veinte años después, volvió a trabajar en un proyecto relativo al famoso pintor: Los fantasmas de Goya de Milos Forman.

## Filmografía
- Wax (2014, dirigida por Victor Matellano)
- Hijo de Caín (2013, dir. por Jesús Monllaó)
- La fuga (serie de televisión; 2012, dir. por Antonio Hernández)
- Agnosia (2010, dirigida por Eugenio Mira)
- Gardel (2010, dirigida por Armand Mastroianni)
- Triangle (película) (2009, dir. por Christopher Smith)
- Óscar. Una pasión surrealista (2008, dir. por Lucas Fernández)
- Los fantasmas de Goya (2006, dir. por Miloš Forman)
- A2Z (2004, dir. por Daryush Shokof)
- El cumpleaños (2004, dir. por Eugenio Mira)
- La novena puerta (1999, dir. por Roman Polanski)
- Al filo del hacha (1988, dir. por José Ramón Larraz)
- Descanse en piezas (1987, dir. por José Ramón Larraz)
- La hoz y el Martínez (1985, dir. por Álvaro Sáenz de Heredia)
- Goya (serie de televisión; 1985, dir. por José Ramón Larraz)
- Serpiente de mar (1985, dir. por Amando de Ossorio)
- Panther Squad (1984)
- Conan el Bárbaro (1982, dir. por John Milius)
- Mil gritos tiene la noche (1982, dir. por Juan Piquer Simón)
- Asesinato en el Comité Central (1982)
- The Devil's Exorcist (1978)
- Enigma rosso (1978, también conocida como Red Rings Of Fear y realizada en Italia)
- Aberraciones sexuales de una rubia caliente (también conocida como Porno Shock y dirigida en 1978 por Jesús Franco)
- Viaje al centro de la Tierra (1977, dir. por Juan Piquer Simon)
- Curro Jimenez (1977, dir. por Pilar Miró) episodio 10 de la primera temporada, personificando a Anselmo,un prestamista.
- Sexy Sisters (1976, dir. por Jesús Franco)
- Las adolescentes (1975, dir. por Pedro Masó)
- El buque maldito (también conocida como Horror of the Zombies y dir. en 1974 por Amando de Ossorio)
- The Bare-Breasted Countess (también conocida como Female Vampire y dir. en 1974 por Jesús Franco)
- The House of Lost Girls (1974) coescrita por Jesús Franco
- La noche de los brujos (1974, dir. por Amando de Ossorio)
- El asesino está entre los trece (1973, dir. por Javier Aguirre)
- La venganza de la momia (1973, coprotagonizada por Paul Naschy)
- La orgía nocturna de los vampiros (1973, dir. por León Klimovsky)
- Dr. Jekyll y el Hombre Lobo (1971, coprotagonizada por Paul Naschy)
- Nightmares Come At Night (1970, dir. por Jesús Franco)
- Eugenie: The Story of her Journey into Perversion  (1970, dir. por Jesús Franco)
- El conde Drácula  (1969, dir. por Jesús Franco)
- Necronomicón (1967, dir. por Jesús Franco)
- La tumba del pistolero (1964)
- Los Guerrilleros (1963)
- Neutrón contra el Doctor Caronte (1963)
- Nostradamus, el genio de las tinieblas (1962)
- Nostradamus y el destructor de monstruos (1962)
- Neutron Vs The Death Robots (1960)
- Neutrón, el Enmascarado Negro (1960)
- The blood of Nostradamus (1959)
- La maldición de Nostradamus (1959)
- La torre de marfil (1958), de Alfonso Corona Blake